# Nuorese Calcio 1930
L'U.S.D. Nuorese Calcio 1930, nota semplicemente come Nuorese, è una società calcistica italiana con sede nella città di Nuoro.
Fondata nel 1930, è una delle squadre di calcio più antiche, titolate e conosciute della Sardegna: vanta la partecipazione a tre campionati di Serie C2 e ben ventisei di Serie D.
Nell'annata 2024-2025 milita in Eccellenza, quinta divisione del campionato italiano di calcio.

## Storia
L'Unione Sportiva Nuorese fu fondata nel 1930. È presenza fissa da molti anni nei campionati di calcio della regione Sardegna, fornendo anche validi giocatori alle società professionistiche, tra i quali i più famosi sono Pietro Paolo Virdis e Gianfranco Zola.
Alla fine della stagione 1953-1954 giocata in Promozione sale di categoria dopo il ripescaggio e si ripete poi nel 1957-1958 con la vittoria del Campionato Nazionale Dilettanti.
Nel campionato del 1959-1960 anno in cui la Quarta serie cambiò nome diventando Serie D arrivò terza a sette punti dal Viareggio che andò in Serie C.
Nella stagione 1964-1965 e nel 1967-1968 vince il campionato di Prima Categoria (al tempo massimo campionato a livello regionale). Nel 1970-1971 conquista nuovamente la vittoria in Promozione, centrando così la serie D in cui resta per nove stagioni di fila.
Nel campionato di serie D del 1973-1974 equivalente alla serie C2 degli anni a venire, arriva terza a 4 punti dalla prima classificata, ottenendo il piazzamento più prestigioso di sempre, in quegli anni la formazione del presidente Fulvio Bonaccorsi e allenata da Valentino Persenda era la seguente: Gentile - Mingioni - Brogiotti - Solinas - Paolini - Di Bernardo - Satta - Napoli - Pietro Paolo Virdis - Chicco Piras - Frieri, mentre nel 1975-1976 arriva sempre terza però a pari punti con il Rieti e a 6 punti dalla prima.
Nel 1979-1980 retrocede in Promozione, ma la stagione seguente riconquista l'Interregionale arrivando seconda nel girone B di Promozione e venendo successivamente ripescata.

Una formazione della Nuorese nella stagione 1983-1984, che conquistò la promozione in Serie C2.

Nel 1984 viene promossa per la prima volta in Serie C2 sulle note del nuovo inno sociale del cantautore sardo Benito Urgu, ma l'esperienza tra i professionisti dura soltanto un campionato, il 1984-1985, al termine del quale la Nuorese retrocede.
In questa stagione fa il suo esordio in maglia verde-azzurra quella che sarebbe diventata la stella del calcio sardo e uno dei giocatori più talentuosi del panorama nazionale, Gianfranco Zola. La stagione seguente è proprio Zola a consentire alla Nuorese un buon campionato, al termine del quale il talento di Oliena viene ceduto alla Torres in Serie C2.
Nelle stagioni successive la squadra sarda, dopo alcuni campionati di serie D, è andata incontro a molte delusioni, retrocedendo sino al campionato di Prima Categoria. Con la gestione del presidente Sechi arriva il ripescaggio in Promozione e la vittoria del campionato. Dopo due tornei di Eccellenza chiusi al quarto posto e un altro terminato in nona piazza, con un nuovo gruppo societario capitanato dal notaio ed ex presidente del Torino Roberto Goveani arriva il ritorno nel calcio professionistico (grazie anche dell'apporto di grandi nomi come quello di Gianluca Festa). In due sole stagioni la Nuorese è ritornata prima in serie D (al termine di un campionato di Eccellenza chiuso senza sconfitte, 26 vittorie e 4 pareggi) e poi, al termine del Campionato 2005-06, in serie C2 dove nel campionato 2006-07 arrivando quarta riesce a raggiungere i playoff per la promozione in C1, ma viene eliminata dal Pergocrema al primo turno.
Al termine della stagione 2007-2008 ancora sotto la presidenza di Roberto Goveani viene esclusa dai campionati professionistici per irregolarità di bilancio. La società presenta ricorso ai giudici amministrativi, ma prima il TAR del Lazio, poi il Consiglio di Stato respingono le richieste sancendo la fine del secondo stint dei mufloni nel professionismo.

Il logo ufficiale della società dal 2008 al 2023

La squadra riparte dal campionato di Promozione regionale, girone sud: dopo un anno in cui la squadra ha mancato il salto di categoria, nel 2010 la Nuorese ha ottenuto la promozione, con due giornate d'anticipo, nell'Eccellenza.
Nella stagione 2011-2012 milita nell'Eccellenza e conclude la stagione al penultimo posto. L'anno successivo rischia di non poter concludere l'iscrizione al campionato di Promozione.
Nella stagione 2012-2013 dopo una lunga bagarre estiva viene iscritta in extremis e il timone della società è preso dal nuovo presidente Michele Artedino che con una campagna acquisti oculata riporta subito in auge la compagine verdeazzurra, e così con la squadra allenata da Gianni Coccone vince il campionato dei record con quattro turni d'anticipo (74 punti su 90 disponibili con 20 punti di vantaggio sulla seconda in classifica, nessuna sconfitta e 72 reti fatte in 30 gare giocate) e ritorna nella massima divisione isolana.
Nella stagione 2013-2014 la Nuorese partecipa al campionato di Eccellenza e il 22 marzo di questa stagione nella sfida casalinga contro il Castiadas, vinta uno a zero dai barbaricini grazie al gol di Pierpaolo Falchi, la Nuorese allenata da Bernardo Mereu conquista con due giornate d'anticipo il campionato ritornando in serie D dopo otto stagioni di assenza. Nel campionato interregionale rimane per altre quattro stagioni, retrocedendo il 20 maggio 2018 in Eccellenza dopo la sconfitta per 2-0 nel derby contro il Lanusei. Dalla stagione 2019-2020 il presidente è Maurizio Soddu.
Nella stagione 2022-2023 è retrocessa in Promozione dopo uno spareggio con il Quartu Sant'Elena ad Abbasanta perso ai calci di rigore.
Nella stagione seguente la squadra sarda, guidata dal nuovo presidente Gianni Pittorra, riconquista la massima categoria regionale. 

## Allenatori
Ivan Ciriná (24/25)

## Palmarès

### Competizioni nazionali
- Campionato Interregionale: 1

1983-1984 (girone N)
- Serie D: 1

2005-2006 (girone B)

### Competizioni regionali
- Coppa Cossu-Mariotti: 3

1972-1973, 1973-1974, 1975-1976
- Eccellenza: 2

2004-2005, 2013-2014
- Promozione: 5

1970-1971, 2000-2001, 2009-2010, 2012-2013, 2023-2024
- Campionato Dilettanti: 1

1957-1958
- Prima Categoria: 2

1967-1968, 1999-2000
- Coppa Italia Dilettanti Sardegna: 1

2018-2019
- Coppa Carlino Ibba: 1[4]

## Statistiche e record

### Partecipazione ai campionati
| Livello | Categoria                 | Partecipazioni | Debutto   | Ultima stagione | Totale |
| ------- | ------------------------- | -------------- | --------- | --------------- | ------ |
| 4º      | IV Serie                  | 1              | 1954-1955 | 1954-1955       | 22     |
| 4º      | Campionato Interregionale | 1              | 1958-1959 | 1958-1959       | 22     |
| 4º      | Serie D                   | 17             | 1959-1960 | 2017-2018       | 22     |
| 4º      | Serie C2                  | 3              | 1984-1985 | 2007-2008       | 22     |
| 5º      | Serie D                   | 3              | 1978-1979 | 2005-2006       | 11     |
| 5º      | Campionato Interregionale | 8              | 1981-1982 | 1991-1992       | 11     |

## Tifoseria

### Storia
Il primissimo gruppo organizzato a supportare i colori verde-blu fu quello dei C.U.G. (commando ultrà gradinata), ultras degli anni '80, stazionato principalmente in gradinata e dirottato solo alcune volte in curva. Questo gruppo non si è ufficialmente mai sciolto, ma dopo alcuni anni molti dei partecipanti andarono a supportare la squadra non più da ultras con il gruppo ma singolarmente.
Nel 1994 nacque il gruppo dei Boys, poi sciolto, anche se qualche volta si organizza e si riunisce per andare a tifare la squadra ma senza striscioni, bandiere e sciarpe. Un altro gruppo fondamentale è quello degli Sconvolts Nuoro (abbreviato SN), gruppo nato il 23 ottobre 1999 e scioltosi dopo varie diffide e arresti (i motivi sono stati spiegati con un comunicato scritto pubblicato sul sito della squadra) dopo aver compiuto il decennale. Il gruppo fu inizialmente a fianco dei Boys, ma dopo dei momenti di tensione che portarono a delle rivalità, tra i due gruppi tornò la pace ma non quella amicizia degli anni precedenti.

### Gemellaggi e rivalità
La tifoseria nuorese, schierata nella rete di amicizie a favore della squadra del capoluogo, sostiene alleanze con le tifoserie sarde di Cagliari, Olbia, (fu gemellaggio con le Brigate Bianche Olbia), Calangianus e Tharros. Altre amicizie si verificano con le tifoserie di Pergocrema e Folgore Caratese dal lontano 2004. In virtù delle alleanze isolane, i nuoresi conseguono rivalità con le sarde Torres, Tempio e Taloro Gavoi.